# Conus terebra
Conus terebra („Bohrer-Kegel“) ist eine Schnecke aus der Familie der Kegelschnecken (Gattung Conus), die im Indopazifik verbreitet ist und sich von Schopfwürmern (Terebellidae) ernährt.

## Merkmale
Conus terebra trägt ein mittelgroßes bis großes, mäßig festes bis festes Schneckenhaus, das bei ausgewachsenen Schnecken 4 bis 10 cm Länge erreicht. Der Körperumgang ist kegelförmig bis schmal kegelförmig, der Umriss an der Schulter konvex und im Übrigen gerade, manchmal in der Mitte konkav. Die Schulter ist gerundet und manchmal nur undeutlich vom Gewinde abgesetzt. Das Gewinde ist meist mittelhoch, gelegentlich niedrig, sein Umriss konvex. Der Protoconch ist vielgewindig und misst maximal 0,8 mm. Die ersten 3 bis 5 Umgänge des Teleoconchs sind mit Tuberkeln besetzt. Die Nahtrampen des Teleoconchs sind leicht konvex bis leicht konkav mit 1 auf 3 bis 4 zunehmenden breiten spiraligen Rillen und zusätzlichen Streifen oder mit zahlreichen Streifen. Der Körperumgang ist von der Basis bis zur Schulter mit in wechselnden Abständen spiralig verlaufenden, wechselnd feinen Rippen überzogen, entlang deren Zwischenräumen spiralige Fäden verlaufen können.
Die Grundfarbe des Gehäuses ist weiß bis bläulich-weiß. Der Körperumgang hat je eine breite, von violett-grau bis gelbbraun variierende spiralige Bande beiderseits der Mitte. Die Basis kann violett oder gelb angefärbt sein. Der Protoconch und die Nahtrampen der folgenden 1 bis 2 Umgänge des Teleoconchs sind bläulich-violett gefärbt, die späteren Nahtrampen unregelmäßig braun angefärbt. Das Innere der Gehäusemündung ist weiß, blass blau bis violett, die Vorderkante bei Exemplaren mit einer violetten Basis violett.
Das dicke, undurchsichtige und mit axialen Rippen besetzte Periostracum ist dunkelbraun, bei großen Exemplaren noch dunkler und rau.
Die Oberseite des Fußes ist gräulich-gelb mit grauen und dunkelgelben bis orangefarbenen oder rötlich-braunen Flecken und geht an den hinteren seitlichen Randbereichen ins einfarbig Gelblich-Graue über. Unter dem Operculum ist ein schwarzer Fleck, im Vorderabschnitt eine große, durchgehende oder unterbrochene schwarze Querbande, der mittig eine gelbbraune Fläche folgt. Die Fußsohle ist blassgelb und hinten mit dunkelgelb gewaschen. Das Rostrum ist blassgelb bis hellorange oder hellbraun, distal bisweilen dunkelgelb. Die Proboscis ist gelb, der Penis weiß. Die langen Fühler sind blassgelb bis orange. Der breite, weitmündige Sipho ist im Vorderteil gelb und geht nach vorn ins Weiße über, wobei die distale Kante orange sein kann, und der angrenzende Teil hat je eine schwarze, gelbe und breite graue bis schwarze Querbande, und der proximale Abschnitt ist gelb mit grauen Flecken.
Die mit einer Giftdrüse verbundenen Radula-Zähne haben an der Spitze einen Widerhaken und auf der Gegenseite eine Schneide. Sie sind über eine lange Strecke von oben bis über die Mitte des Schafts hinaus gesägt, endend in einer nach hinten zeigenden Zacke. An der Basis sitzt ein vorragender Sporn.

## Verbreitung und Lebensraum
Conus terebra ist im Indopazifik verbreitet – die Unterart terebra von der Küste Ostafrikas bis zu den Marquesas-Inseln, Amami-Inseln und nach Australien, die Unterart thomasi im Roten Meer und im Golf von Aden.
Conus terebra lebt in Meerestiefen von einem halben Meter bis etwa 20 m an Korallenriffen und Riffkronen in feinem Sand mit oder ohne Seegras und Korallengeröll, sowohl an geschützten Stellen unter Korallenfelsen als auch an exponierten Felsen.

## Entwicklungszyklus
Wie alle Kegelschnecken ist Conus terebra getrenntgeschlechtlich, und das Männchen begattet das Weibchen mit seinem Penis. Die Eier in den Eikapseln entwickeln sich zu Veliger-Larven, die nach einer frei schwimmenden Phase als planktonfressendes Zooplankton niedersinken und zu kriechenden Schnecken metamorphosieren.

## Ernährung
Die Beute von Conus terebra besteht aus sedentären Vielborstern der Familie der Schopfwürmer (Terebellidae), die er mit seinen Radulazähnen sticht und mithilfe des Gifts aus seiner Giftdrüse immobilisiert.